# ルーカス・プラット
ルーカス・ダビド・プラット（スペイン語: Lucas David Pratto、スペイン語発音: [ˈlukas daˈβið ˈpɾato]、1988年6月4日 - ）は、アルゼンチンのサッカー選手。元アルゼンチン代表。ポジションはFW。
2014年にアルゼンチン年間最優秀選手賞を受賞した。

## 概要
フィジカルが強くボールコントロールやテクニックが非常に擢んでている選手として知られている。選手としてはボカ・ジュニアーズでデビューした後、CAティグレ、FKリン、ウニオン・デ・サンタフェ、ウニベルシダ・カトリカ・デ・チレに期限付き移籍。その後ジェノアCFCに完全移籍し、CAベレス・サルスフィエルドに期限付き移籍した後に完全移籍。アトレチコ・ミネイロとサンパウロFCに在籍し、CAリーベル・プレートに所属した。2014年のベレス・サルスフィエルド在籍時代にアルゼンチン年間最優秀選手に輝き、2016年からアルゼンチン代表としても出場した。

## クラブ歴

### 幼年時代
ラプラタに生まれた。エストゥディアンテス・デ・ラ・プラタの下部組織に入れず、兄弟の在籍していたデフェンソレス・デ・カンバセレスの下部組織に加入した。

### ボカ・ジュニアーズ
デフェンソレス・デ・カンバセレスの下部組織からマルティン・パレルモの推薦で2006年にボカ・ジュニアーズに入団。U-19のチームでオスカル・トレホとコンビを組んで彼は20得点以上を記録した。
2007年6月にティグレに期限付き移籍。当初はリザーブチームでの出場が主であったが、レアンドロ・ラッザロがエストゥディアンテスに移籍すると、突如スターティングメンバーに抜擢された。2008年クラウスーラで10試合に出場しサン・マルティン・デ・サン・フアン戦で1得点を決めてこの決勝点で勝ち点にも貢献した。
2008年8月2日にノルウェー・エリテセリエン所属のリンにスカウトのテリェ・リヴェレドの薦めもありレンタル料0円で期限付き移籍。同月15日に行われたモルデFK戦で初出場初得点を決めて71分に下がったが3-1で敗れた。2008年から翌2009年にかけて21試合4得点の結果をリーグで残した。
2009年夏にボカ・ジュニアーズに復帰しアルフィオ・バシーレ監督率いるトップチームに加入した。しかしトップチームでは戦力としてカウントされておらず、プリメーラB・ナシオナル所属のウニオン・デ・サンタフェに期限付き移籍に出された。
2010年6月29日にプリメーラ・ディビシオン・デ・チレのウニベルシダ・カトリカに期限付き移籍。ガリー・メデルの契約延長交渉の一環としての期限付き移籍であった。チリデビュー戦となったエベルトン・デ・ビニャ・デル・マール戦とのアウェー戦で初得点も記録し、1-1の引分に試合を持ち込んだ。しかし当初は動きの悪さから猛烈に批判されていた。その後シーズン終盤のウニベルシダ・デ・チレ戦やCDコブレロア戦で重要な得点をあげて10回目のリーグタイトル獲得に貢献した。2011年はコパ・リベルタドーレス2011で6得点をあげる快調な出だしを迎え、とりわけグレミオFBPA戦のアウェーゲームであげた得点は2-1の歴史的勝利に結びつくという出だしであった。リーグでも6得点を見せ、これらの活躍からセリエA所属のジェノアに240万米ドルの移籍金でボカ・ジュニアーズは彼を売却する事が出来た。

### ジェノア
2011年6月30日にジェノアに加入。ジェノアはエンリコ・プレツィオージ会長の下、新監督にディエゴ・ミリートを据えた所であった。公式戦初出場はコッパ・イタリア、ホームで行われたASGノチェリーナ戦で、ケヴィン・コンスタンのアシストから初得点を決めて4-3で勝利した。セリエA初出場は9月11日の第1節、アタランタBC戦で2-2の引分に終わった。セリエA初得点は12月18日に行われたボローニャFC戦で85分に決めた彼の得点が決勝点となり2-1で勝利した。11月24日のコッパ・イタリアFCバーリ1908戦では2得点、そのうち2得点目は延長の115分に決めたヘディングでこの得点で3-2とし勝利した。彼はロドリゴ・パラシオとのコンビを組んだが、彼をスターティングメンバーに抜擢したアルベルト・マレザーニは2011年12月に解雇されてしまった。それ以降のパスクアーレ・マリーノ、ルイジ・デ・カーニオ両監督下では出場機会が激減し、ベンチを温める事となった。

### ベレス・サルスフィエルド

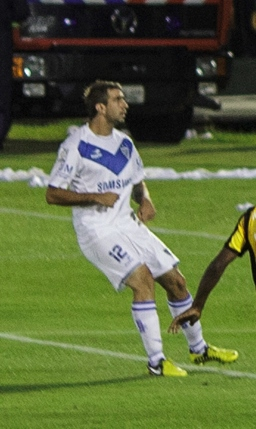
コパ・リベルタドーレス2013にて

2012年2月7日に買取オプションつきの1シーズンの期限付き移籍でベレス・サルスフィエルドに加入。2012年トルネオ・イニシアル優勝にスターティングメンバーとして貢献、ファクンド・フェレイラとのコンビネーションで19試合7得点を記録した。
2013年1月に買取オプション行使でジェノアと合意に達し、3年契約をベレス・サルスフィエルドと締結した。6月29日の2012-13シーズンスーペルファイナルで得点し1-0でニューウェルズ・オールドボーイズを下し王者に輝いた。またシーズン末にはベレス・サルスフィエルドの年間最優秀選手に輝いた。
2013-14シーズンは開幕のスーペルコパ・アルヘンティーナで勝利しタイトルを手に入れた他、トルネオで11得点し得点王に輝くと、再びクラブの最優秀選手となり、アルゼンチン年間最優秀選手賞にも選ばれた。

### アトレチコ・ミネイロ
2014年12月16日にカンピオナート・ブラジレイロ・セリエAのアトレチコ・ミネイロに4年契約で移籍。プレシーズンに行われたFCシャフタール・ドネツクとの親善試合でデビュー、試合は4-2の勝利に終わった。公式戦初出場はカンピオナート・ミネイロのトゥピFC戦でこの試合で初得点も記録している。また、コパ・リベルタドーレス2015でも初出場初得点をインデペンディエンテ・サンタフェ相手に決めてアウェーの地ながら1-0で勝利している。
カンピオナート・ミネイロ2015準決勝第2試合でギリェルメの2アシストを決めてクルゼイロECから2得点、片方は鮮烈なボレーシュートであった。これによって勝利し王者となると、合計6得点を決めた彼はベストイレブン及び最優秀選手に選ばれた。2015年7月にサンパウロFC戦で前半に初めてのハットトリックを決めた事によってアトレチコ・ミネイロの外国人史上最多得点選手となった。

### サンパウロ
2017年2月10日に4年契約でサンパウロFCに移籍。移籍金は所有権の50%を買い取るのに約600万ユーロかかったため、合計1200万ユーロほどであるとされている。サンパウロの会長カルロス・アウグスト・ジ・バロス・エ・シウヴァによると将来的に95%まで彼の権利を買い取るつもりだと述べ、他方のアトレチコ・ミネイロの会長であるダニエウ・ネポムセノは残りの権利の売却は3年以内になるだろうと述べた。
サンパウロでの初陣はミラソウFC戦で、この試合で得点した事によって試合は2-2の引分に終わった。3日後のECサンベント戦でも2得点し3-2の勝利を掴み取った。デビュー戦から2戦連続で得点した選手は彼とチームメイトのジョナタン・カレリだけであった。
2017年7月9日のサントスFCとのダービーマッチではPKを失敗し3-2で敗北、彼自身も7戦不発の結果となってしまった。

### リーベル・プレート
2018年1月8日にサンパウロはCAリーベル・プレートに彼を1150万ユーロで売却した。

### フェイエノールト
2021年1月1日、フェイエノールトに2020-21シーズン終了までのローン移籍で加入した。

## 代表歴
アルゼンチン代表初招集は2016年8月12日、2018 FIFAワールドカップ・南米予選のウルグアイ代表、ベネズエラ代表戦に臨むメンバー発表時であった。9月1日に行われたウルグアイ代表戦で代表初出場を記録。7日のベネズエラ代表戦で初得点を記録した。11月に行われたコロンビア代表戦で代表2得点目をマークした。
代表監督がホルヘ・サンパオリに変わった後の初陣では招集されなかった。

## プレースタイル
188cmの身長とは思えないスピードを持っており、ボックス外から他プレーヤーの得点をアシストする事も出来る。その特徴はテクニック、ボールコントロール、そして後ろへの落としである。戦術的にはそのフィジカルからターゲットマンだと思われがちだが、どちらかというとストライカーやセカンドストライカーである。実際にアルゼンチン年間最優秀選手賞を受賞したベレス・サルスフィエルド時代にはセカンドストライカーあるいはアウトサイド・フォワードを務めており、センターフォワードにはファクンド・フェレイラが入っていた。アトレチコ・ミネイロでは当初はセンターフォワードとして起用されていたが、アシストやサイドに開くプレーなどがやはり多かった。

## 私生活
母と兄によって育てられた。その他にも腹違いのきょうだいが3人いる。娘は2010年に生まれた。刺青をしており、自分の母と娘を描いている。ロックンロールも好んでおり、AC/DC、フー・ファイターズ、キッス、ラ・レンガといったバンドも好んでおり、これも刺青に入れている。その他、ザ・シンプソンズの大ファンであり、ホーマー、バート、サンタズリトルヘルパーも刺青に入れている。またボカ・ジュニアーズのサポーターである事を明言している。イタリア国籍も保有している。

## 個人成績
2018年4月23日現在

### クラブ
| 2007-08      | ティグレ             | 32           | プリメーラ   | 13       | 1        | -                  | -                  | 13       | 1        |
| ノルウェー   | ノルウェー           | ノルウェー   | ノルウェー   | リーグ戦 | リーグ戦 | ノルウェー杯       | ノルウェー杯       | 期間通算 | 期間通算 |
| 2008         | リン                 | 9            | エリテ       | 6        | 1        | -                  | -                  | 6        | 1        |
| 2009         | リン                 | 9            | エリテ       | 15       | 3        | 4                  | 3                  | 19       | 6        |
| アルゼンチン | アルゼンチン         | アルゼンチン | アルゼンチン | リーグ戦 | リーグ戦 | アルヘンティーナ杯 | アルヘンティーナ杯 | 期間通算 | 期間通算 |
| 2009-10      | ボカ・ジュニアーズ   | 33           | プリメーラ   | 2        | 0        | -                  | -                  | 2        | 0        |
| 2009-10      | ウニオン             |              | プリメーラBN | 19       | 6        | -                  | -                  | 19       | 6        |
| チリ         | チリ                 | チリ         | チリ         | リーグ戦 | リーグ戦 | オープン杯         | オープン杯         | 期間通算 | 期間通算 |
| 2010         | Univ.カトリカ        | 2            | プリメーラ   | 17       | 4        | 1                  | 0                  | 18       | 4        |
| 2011         | Univ.カトリカ        | 2            | プリメーラ   | 18       | 6        | -                  | -                  | 18       | 6        |
| イタリア     | イタリア             | イタリア     | イタリア     | リーグ戦 | リーグ戦 | オープン杯         | オープン杯         | 期間通算 | 期間通算 |
| 2011-12      | ジェノア             | 2            | セリエA      | 14       | 1        | 3                  | 2                  | 17       | 3        |
| アルゼンチン | アルゼンチン         | アルゼンチン | アルゼンチン | リーグ戦 | リーグ戦 | アルヘンティーナ杯 | アルヘンティーナ杯 | 期間通算 | 期間通算 |
| 2011-12      | ベレス               | 34           | プリメーラ   | 12       | 2        | 1                  | 1                  | 13       | 3        |
| 2012-13      | ベレス               | 12           | プリメーラ   | 33       | 10       | 1                  | 0                  | 34       | 10       |
| 2013-14      | ベレス               | 12           | プリメーラ   | 35       | 12       | 2                  | 0                  | 37       | 12       |
| 2014-15      | ベレス               | 12           | プリメーラ   | 17       | 11       | -                  | -                  | 17       | 11       |
| ブラジル     | ブラジル             | ブラジル     | ブラジル     | リーグ戦 | リーグ戦 | オープン杯         | オープン杯         | 期間通算 | 期間通算 |
| 2015         | アトレチコ・ミネイロ | 9            | ミネイロ     | 10       | 6        | 2                  | 0                  | 48       | 19       |
| 2015         | アトレチコ・ミネイロ | 9            | セリエA      | 36       | 13       | 2                  | 0                  | 48       | 19       |
| 2016         | アトレチコ・ミネイロ | 9            | プリメイラ   | 1        | 0        | 8                  | 4                  | 37       | 15       |
| 2016         | アトレチコ・ミネイロ | 9            | ミネイロ     | 10       | 6        | 8                  | 4                  | 37       | 15       |
| 2016         | アトレチコ・ミネイロ | 9            | セリエA      | 18       | 5        | 8                  | 4                  | 37       | 15       |
| 2017         | アトレチコ・ミネイロ | 9            | プリメイラ   | 1        | 0        | -                  | -                  | 3        | 0        |
| 2017         | アトレチコ・ミネイロ | 9            | ミネイロ     | 2        | 0        | -                  | -                  | 3        | 0        |
| 2017         | サンパウロ           | 14           | パラナエンセ | 7        | 5        | 4                  | 2                  | 46       | 14       |
| 2017         | サンパウロ           | 14           | セリエA      | 35       | 7        | 4                  | 2                  | 46       | 14       |
| アルゼンチン | アルゼンチン         | アルゼンチン | アルゼンチン | リーグ戦 | リーグ戦 | アルヘンティーナ杯 | アルヘンティーナ杯 | 期間通算 | 期間通算 |
| 2017-18      | リーベル・プレート   | 27           | プリメーラ   | 10       | 3        | -                  | -                  | 10       | 3        |
| 通算         | アルゼンチン         | アルゼンチン | プリメーラ   | 122      | 39       | 4                  | 1                  | 145      | 46       |
| 通算         | アルゼンチン         | アルゼンチン | プリメーラBN | 19       | 6        | -                  | -                  | 19       | 6        |
| 通算         | ノルウェー           | ノルウェー   | エリテ       | 21       | 4        | 4                  | 3                  | 25       | 7        |
| 通算         | チリ                 | チリ         | プリメーラ   | 35       | 10       | 1                  | 0                  | 36       | 10       |
| 通算         | イタリア             | イタリア     | セリエA      | 14       | 1        | 3                  | 2                  | 17       | 3        |
| 通算         | ブラジル             | ブラジル     | セリエA      | 79       | 25       | 14                 | 6                  | 93       | 31       |
| 通算         | ブラジル             | ブラジル     | ミネイロ     | 12       | 6        | -                  | -                  | 12       | 6        |
| 通算         | ブラジル             | ブラジル     | プリメイラ   | 2        | 0        | -                  | -                  | 2        | 0        |
| 通算         | ブラジル             | ブラジル     | パラナエンセ | 7        | 5        | -                  | -                  | 7        | 5        |
| 総通算       | 総通算               | 総通算       | 総通算       | 309      | 96       | 26                 | 12                 | 335      | 108      |

### 代表
代表での得点一覧
| #  | 日附           | 場所                                               | 対戦相手   | 得点 | 結果 | 大会                              |
| -- | -------------- | -------------------------------------------------- | ---------- | ---- | ---- | --------------------------------- |
| 1. | 2016年9月6日   | メリダ・エスタディオ・メトロポリターノ・デ・メリダ | ベネズエラ | 1–2  | 2–2  | 2018 FIFAワールドカップ・南米予選 |
| 2. | 2016年11月15日 | サンフアン・エスタディオ・デル・ビセンテナリオ     | コロンビア | 2–0  | 3–0  | 2018 FIFAワールドカップ・南米予選 |

| アルゼンチン代表 | アルゼンチン代表 | アルゼンチン代表 |
| 年               | 出場             | 得点             |
| ---------------- | ---------------- | ---------------- |
| 2016             | 4                | 2                |
| 2017             | 1                | 0                |
| 計               | 5                | 2                |

## タイトル

### クラブ
ウニベルシダ・カトリカ
- プリメーラ・ディビシオン: 2010

ベレス・サルスフィエルド
- プリメーラ・ディビシオン: 2012イニシアル
- コパ・カンペオナート: 2013
- スーペルコパ・アルヘンティーナ: 2013

アトレチコ・ミネイロ
- カンピオナート・ミネイロ: 2015

リーベル・プレート
- スーペルコパ・アルヘンティーナ: 2017
- コパ・リベルタドーレス　: 2018
- コパ・アルヘンティーナ: 2019
- レコパ・スダメリカーナ: 2019

### 個人
- チリ年間最優秀外国人選手賞: 2011[68]
- ベレス・サルスフィエルド最優秀選手賞: 2013, 2014
- プリメーラ・ディビシオン・デ・アルヘンティーナ得点王: 2014
- アルゼンチン年間最優秀選手賞: 2014[1]
- カンピオナート・ミネイロ年間最優秀選手賞: 2015[39]
- カンピオナート・ミネイロ年間ベストイレブン: 2015[38]
- カンピオナート・ミネイロ年間最優秀ゴール: 2015[69]
- ボーラ・ジ・プラッタ: 2015
- カンピオナート・ブラジレイロ・セリエA年間最優秀外国人選手賞: 2015